# The Homosexuals (CBS Reports)
"The Homosexuals" foi um episódio da série de televisão documental CBS Reports. O episódio trouxe uma discussão sobre uma série de tópicos envolvendo a homossexualidade e os homossexuais. Mike Wallace apresentou o episódio, que foi ao ar em 7 de março de 1967. Apesar de ser o primeiro documentário sobre a homossexualidade exibido numa rede comercial de televisão, não foi o primeiro da história da televisão dos Estados Unidos. Esta distinção pertence a The Rejected, produzido e exibido em 1961 pela KQED, uma emissora pública de São Francisco.
"The Homosexuals" demorou três anos para ficar pronto, tendo passado por dois produtores e diferentes revisões. O episódio trouxe entrevistas com diversos homens gays, psiquiatras, especialistas legais, críticos culturais, além de imagens de um bar gay e de uma operação secreta da polícia para prender garotos de programa. "The Homosexuals" recebeu resposta mista dos críticos. A CBS, por sua vez, recebeu elogios de alguns setores e críticas de outros pelo simples fato de ter transmitido o programa.

## Produção
O programa foi inicialmente proposto em 1964. Sua primeira versão foi produzida por William Peters, sendo Fred W. Friendly o produtor-executivo responsável pela supervisão do programa. Após aceitar a tarefa, Peters começou a pesquisar sobre o tema lendo livros e conversando com especialistas no assunto. Ele sugeriu que o programa tivesse como foco os homens gays e que um segundo programa abordasse o lesbianismo; Friendly concordou. As filmagens começaram no outono de 1964 e continuaram até o início de 1965. Peters entrevistou homens em São Francisco, Filadélfia, Charlotte e Nova Iorque, acumulando 30 horas de filmagens. As identidades de vários entrevistados foram escondidas de alguma maneira, alguns se posicionaram atrás de sombras e um outro atrás de uma palmeira. Também foram entrevistados os psiquiatras Charles Socarides e Irving Bieber, segundo os quais a homossexualidade era uma doença mental. Intercaladas com as entrevistas havia cenas – típicas de cinema verdade – filmadas dentro de um bar gay, assim como cenas de garotos de programa na rua e de um adolescente apreendido por oferecer sexo a um policial à paisana.
Após montar uma edição bruta, Peters ofereceu a Mike Wallace o posto de apresentador do programa. Wallace estava inicialmente relutante, mas após assistir ao programa concordou entusiasticamente. Apesar de seu entusiasmo, os comentários do apresentador menosprezam os homossexuais entrevistados:
| “ | O homossexual típico, se é que isso existe, é promíscuo. Ele não tem interesse nem é capaz de manter um relacionamento duradouro semelhante a um casamento heterossexual. A sua vida sexual, a sua vida amorosa, consiste de encontros casuais nos clubes e bares que frequenta. E até mesmo nas ruas da cidade – pegar prostitutos, casos de uma noite só, essas são as características do relacionamento homossexual. | ” |

Friendly estava satisfeito com a primeira versão do documentário, mas acreditava ser necessário incluir informações sobre as práticas sexuais dos homens gays. No entanto, quando soube como eram tais práticas ele desistiu. Enquanto o documentário ainda estava sendo produzido, Friendly foi promovido para a presidência da divisão de notícias da CBS, mas acabou desistindo do posto após discordar da postura assumida pela emissora quanto à cobertura da Guerra do Vietnã. Ele foi substituído por Richard S. Salant, conhecido por sua relação custo-benefício, o que colocou em dúvida o futuro do documentário e de toda a série CBS Reports.
Salant tentou ficar livre do documentário, mas notas sobre ele começaram a aparecer nos jornais dos sindicatos dos profissionais da mídia, colocando a CBS numa situação potencialmente embaraçosa se não exibisse-o. Na segunda metade de 1965, Salant deu a Peters permissão para concluir o documentário. Peters manteve contato com a Sociedade de Mattachine de Nova Iorque para conseguir entrevistar mais dois militantes gays, Lars Larson e Jack Nichols, ambos dos quais aceitavam sua orientação sexual. Nichols mais tarde disse o seguinte sobre seu encontro com Wallace:
| “ | Depois que terminamos e a câmera foi desligada, Mike Wallace se sentou comigo e conversamos por cerca de meia hora. Ele disse: "Sabe que você respondeu todas as minhas perguntas habilmente, mas eu tenho a sensação de que você não acredita de verdade que a homossexualidade é tão aceitável quanto você a faz parecer". Eu perguntei a ele porque ele dizia isso. "Porque", ele disse, "no seu coração eu sei que você sabe que é errado". Foi revoltante. Eu disse a ele que eu achava que ser gay era muito normal, mas que, no coração dele, ele achava que era errado. | ” |

Peters acrescentou mais cenas defendendo o ponto de vista dos homossexuais, filmadas na convenção de 1965 da Conferência de Organizações Homofílicas da Costa Leste. A CBS deu sua aprovação final para "The Homosexuals" e agendou sua exibição para a primavera de 1966. No entanto, Salant suspendeu a exibição do episódio e encarregou o produtor Harry Morgan de sua reedição. Segundo Wallace, Salant achou o documentário sensacionalista demais. C. A. Tripp, psicólogo que havia colocado a CBS em contato com seu paciente, Lars Larson, afirmou que Salant sentiu que o documentário era pró-homossexualidade. Morgan eliminou quase tudo da edição final de Peters, com a exceção de 10 minutos que foram deixados intactos. A CBS tinha a impressão de que Larson e Nichols retratavam a homossexualidade de forma muito positiva, então Morgan editou as entrevistas para que eles parecessem infelizes. Segundo Wallace, nenhum patrocinador quis comprar anúncios durante o episódio devido à natureza polêmica do assunto abordado. Os comerciais foram preenchidos com anúncios de serviços públicos (o Corpo da Paz e a Receita Federal).

## Sinopse
O primeiro entrevistado foi Lars Larson, que apareceu sem encobrir o rosto e falou de maneira positiva sobre sua sexualidade. Em seguida, Wallace apresentou os resultados de uma pesquisa da CBS cujos resultados mostravam que a maioria dos americanos consideravam a homossexualidade mais prejudicial do que o adultério o aborto ou a prostituição, que dois terços dos americanos descreviam sua reação à homossexualidade como "repulsa, desconforto ou medo" e que um em cada dez descreviam sua reação como "ódio". Apenas dez por cento acreditavam que a homossexualidade era um crime, mas a maioria acreditava que a prática deveria ser criminalizada.
Após a pesquisa, foi apresentada outra entrevista com um homem gay, dessa vez no sofá de seu psiquiatra e com o rosto coberto pelas sombras. Ele descreveu como saiu do armário para sua família, dizendo que eles trataram-no como "um animal ferido que mandariam para o veterinário". Após esta entrevista foi exibido o depoimento de Jack Nichols, que também não cobriu o rosto, mas adotou o pseudônimo de "Warren Adkins" para o programa. Co-fundador da Sociedade de Mattachine em Washington, D.C., ele contrastou os comentários do entrevistado anterior, dizendo que ele se assumiu para sua família com 14 anos de idade e que eles trataram-no com zelo e compreensão.
Após a entrevista com Socarides, que defendeu que a homossexualidade fosse tratada como uma doença, Wallace discutiu os aspectos legais da homossexualidade, observando que a Inglaterra estava se preparando para descriminalizar a sodomia. O juiz federal James Braxton Craven, Jr. da Carolina do Norte defendeu uma reavaliação da lei americana, comentando que "já é hora de reformular a lei penal promulgada pela primeira vez em 1533". Após exibir imagens de Nichols e o co-fundador da Sociedade de Mattachine em Washington, D.C. Frank Kameny protestando no Salão da Independência e na sede do Departamento de Estado, o programa exibiu uma entrevista com Kameny que, usando seu nome verdadeiro, defendeu uma reavaliação da lei federal que proibia homossexuais de receberem habilitações de segurança.
Em seguida Albert Goldman, professor de inglês na Universidade Columbia e o dramaturgo gay Gore Vidal debateram sobre a homossexualidade, enfatizando a presença de homossexuais nas artes. Goldman defendeu que a homossexualidade "é apenas uma das coisas que tendem a levar à subversão, através da erosão final de nossos valores culturais". Vidal, por sua vez, defendeu que a homossexualidade é tão natural quanto a heterossexualidade, afirmando que "os Estados Unidos vive uma espécie de sonho protestante maluco do século XIX no que concerne o comportamento humano", completando que "quebrar a chamada fibra moral desse país é uma das coisas mais saudáveis que está começando a acontecer".
Wallace pôs um desfecho ao documentário entrevistando um homem gay que era casado e tinha dois filhos, segundo o qual o narcisismo dos homens gays tornava impossível a formação de uma relação duradoura por dois homens. Encerrando o episódio, Wallace concluiu:
| “ | O dilema do homossexual: segundo o profissional médico, ele é doente; segundo a lei, ele é um criminoso; evitado por empregadores; rejeitado pela sociedade heterossexual, incapaz de obter um relacionamento satisfatório com uma mulher ou, mesmo assim, com um homem. No meio de sua vida ele permanece anônimo. Um deslocado. Um intruso. | ” |

Também foram discutidos a relação entre homossexualidade e religião e o escândalo de Boise, uma abrangente investigação sobre uma suposta "organização clandestina homossexual" em Boise, Idaho que resultou na prisão de quinze pessoas no ano de 1955.

## Recepção
A reação dos críticos da época ao programa foi mista. Os jornais The New York Times, The Washington Star e Chicago Daily News elogiaram a CBS por tratar do assunto. George Gent do Times, no entanto, criticou o viés antigay do programa, observando que "teria sido melhor ter dado ao ponto de vista minoritário de que os homossexuais são tão normais quanto qualquer um a oportunidade de se expressar por si próprio". O Chicago Tribune, por sua vez, publicou uma crítica intitulada "A TV não tem local para descarregar o lixo" e atacou a CBS por apresentar tal material a telespectadores jovens e impressionáveis.
As críticas mais recentes também são mistas. Se por um lado o apresentador Mike Wallace é elogiado por desmascarar estereótipos negativos dos homens gays, por outro é condenado por seus comentários que constituem "uma série de generalizações grosseiras e estereótipos negativos que soam como se tivessem sido escritos pelo Rev. Jerry Falwell". Ao observar que aproximadamente 20% dos telespectadores americanos viram o programa, o ativista LGBT Wayne Besen rotulou-o como "a hora mais destrutiva de propaganda anti-gay na história de nossa nação". Para ele, o programa "não só teve um efeito devastador na opinião pública, como também foi uma bomba nuclear jogada nas psiques dos americanos gays e lésbicas, que, antes desse programa, nunca haviam sido representados como um grupo na televisão nacional".

## Reação dos participantes
Lars Larson, o primeiro entrevistado a ser mostrado no programa, ficou furioso com a edição final do mesmo. Ele havia sido levado a acreditar que o episódio apresentaria um retrato mais positivo dos gays americanos. Larson, cuja entrevista foi alterada para fazê-lo parecer menos feliz, abriu um processo por fraude e reteve o uso de sua imagem pela emissora. "Eles entrevistaram algumas pessoas anti-gay sórdidas, raivosas, que foram tratadas como profissionais", ele declarou. "Não tive nenhum problema com Harry Morgan ou Mike Wallace, porque eles foram cuidadosos. Mas, obviamente, outros no processo de tomada de decisão ficaram realmente chateados com a homossexualidade. Viram-na como uma ameaça à raça humana e queriam eliminá-la tanto quanto possível". Nichols, por sua vez, foi demitido de seu emprego como gerente de vendas num hotel no dia seguinte à exibição do programa.
O apresentador Mike Wallace mais tarde se arrependeu de sua participação no episódio. "Eu deveria ter sabido melhor", ele disse em 1992. Em 1996, ele declarou: "Esse era — e Deus nos ajude — nosso entendimento sobre o estilo de vida homossexual de há vinte e cinco anos porque ninguém estava fora do armário e porque era o que ouvíamos dos médicos — era isso que Socarides nos disse, que era uma questão de vergonha".  No entanto, Wallace era amigo do famoso designer nova-iorquino James Amster e seu namorado, que ele mais tarde descreveu como "um maravilhoso casal" e pessoas que ele admirava. Apesar disso, Wallace baseou seus comentários no documentário no Manual de Transtornos Mentais da Associação Americana de Psiquiatria, que classificava a homossexualidade como doença. Até 1995, Wallace defendia a terapia de reorientação sexual.